# Caesalpinioideae

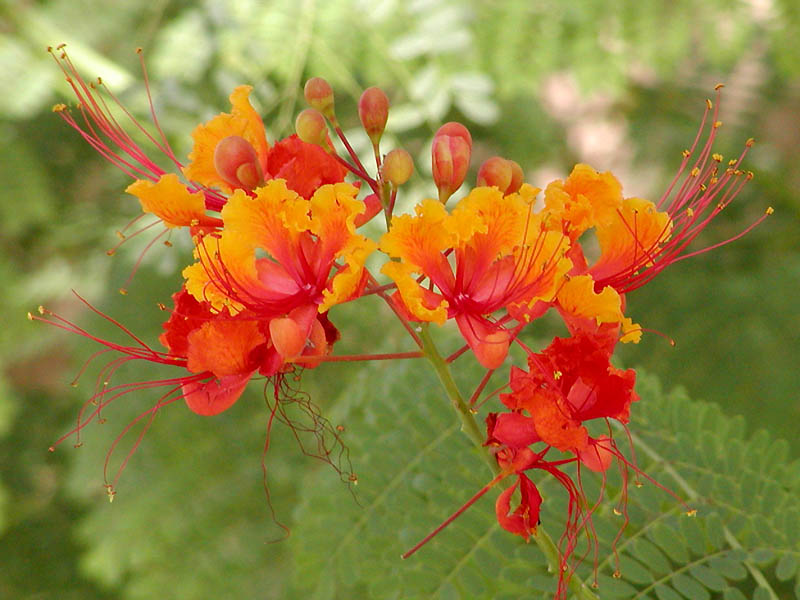
Caesalpinia pulcherrima.

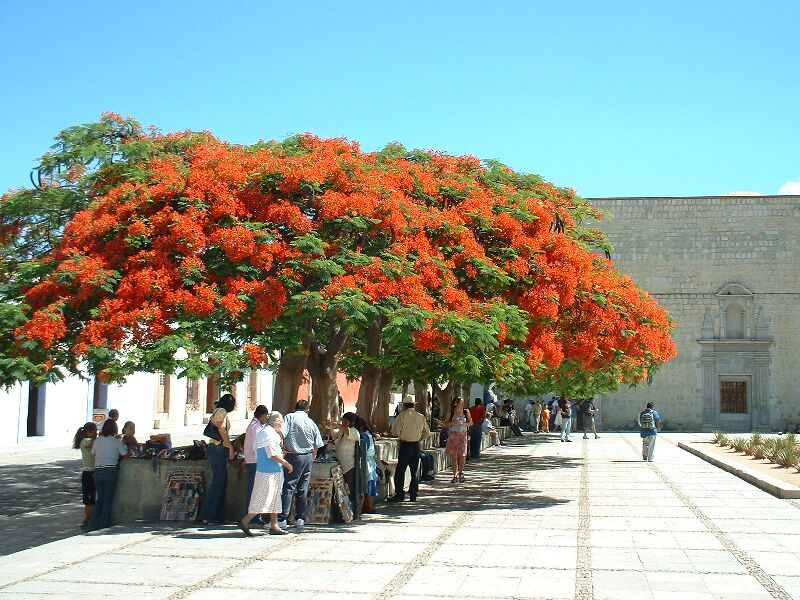
Delonix regia (ponciana-real).

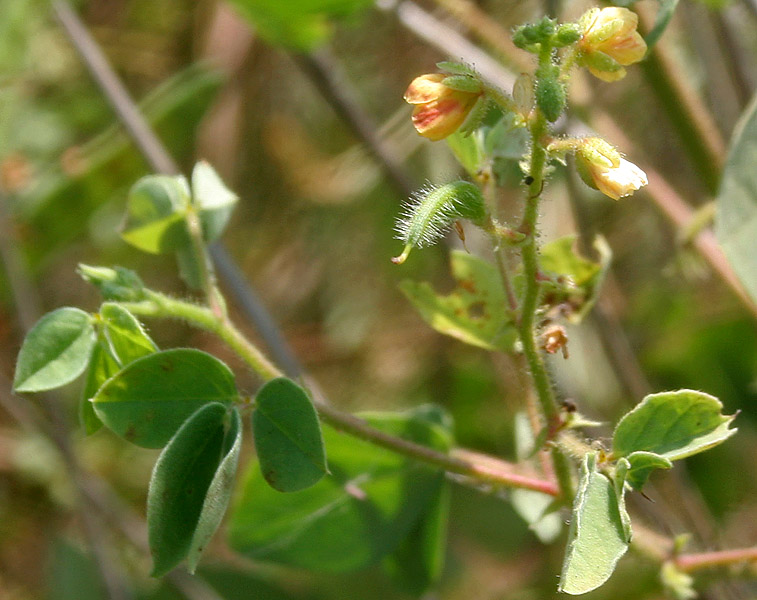
Chamaecrista absus.

Caesalpinioideae é uma subfamília de plantas com flor pertencente à família Fabaceae (leguminosas) que, na sua presente circunscrição taxonómica, integra 152 géneros e aproximadamente 2 700 espécies com distribuição natural pelas regiões tropicais e subtropicais de todos os continentes. O grupo inclui diversas espécies com interesse económico, entre as quais Ceratonia siliqua (alfarroba), o pau-brasil e várias espécies de grandes dimensões produtoras de madeira.

## Descrição
O nome da subfamília Caesalpinioideae deriva do nome genérico do seu género tipo, Caesalpinia, um género de plantas lenhosas nativas das zonas tropicais e subtropicais. Os membros da subfamília Caesalpinioideae são maioritariamente espécies arbóreas (mesofanerófitos e megafanerófitos) das regiões húmidas dos trópicos, mas o grupo inclui espécies das regiões temperadas, como a alfarrobeira, a Gleditsia triacanthos e a Gymnocladus dioicus.
Várias espécies de cesalpinoideas são cultivadas com fins decorativos, florestais, industriais ou medicinais. Integram esta subfamília plantas conhecidas pela beleza das suas flores, e por isso amplamente utilizadas como ornamentais, como as cássias (Cassia spp.), a Parkinsonia aculeata, a Bauhinia forficata, as Gleditsia spp., a Caesalpinia paraguariensis e a Delonix regia.
São plantas lenhosas, em geral arbustivas e arbóreas,  raramente plantas herbáceas ou trepadeiras. Entre as espécies de hábito arbóreo incluem-se árvores de grande porte e com troncos de grandes dimensões, produtoras de madeiras amplamente comerciadas.
Nalgumas espécies estão presentes nódulos radiculares de Rhizobium, fixadores de azoto, embora sejam raros e com estrutura muito simples.
A maioria das espécies apresenta folhas com filotaxia alternada, compostas, podendo ser pinadas ou, mais frequentemente, bipinadas. Em alguns casos, como por exemplo, em Gleditsia, ambos os tipos foliares existem na mesma planta. Algumas espécies são áfilas. Há em geral presença de estípulas que podem ser de tamanho variado, muitas vezes transformadas em espinhos. Na base da folha e dos folíolos existem articulações designadas, respectivamente, por pulvinos e pulvínulos. Muitas espécies deste grupo taxonómico apresentam nectários extraflorais especializados, geralmente localizados no pecíolo ou nas ráquis primárias e secundárias das folhas, frequentemente entre pares de pinas ou folíolos.
A estrutura floral é muito mais variada que na subfamília das Mimosoideae. As flores são zigormorfas, raras vezes actinomorfas, diclamídeas, hermafroditas (são raros os casos de flores unissexuais). A corola é carenal, variada, maioritariamente grande, embora em alguns géneros seja mediana a pequena. As flores são pentâmeras, com as pétalas livres pelo menos na base (corola dialipétala) e o cálice também dialissépalo. As pétalas são frequentemente unguiculadas. O androceu é em geral formado por 10 estames, livres ou soldados em grupos, igualando a altura das pétalas ou, mais frequentemente recobertos por elas. As anteras muitas vezes apresentam uma glândula apical estipada ou séssil. O pólen é livre, geralmente em tétradas, bi-tétradas ou políadas. O tegumento seminal não presenta "linha fissural". O óvulo é anátropo.
A prefloração é imbricada ascendente (com o estandarte interno, coberto nos bordos pelas pétalas vizinhas), raras vezes valvar. As flores agrupam-se em inflorescências globosas a espiciformes geralmente racimos, em geral medianas a grandes, raras vez pequenas e em espiga densa.
O fruto é do tipo vagem, morfologicamente muito variável, monocarpelar, seco e geralmente deiscente (nalgumas poucas espécies é indeiscente). As sementes, normalmente com um pleurograma aberto ou fechado em ambas as faces, apresentam embrião recto, com hilo apical ou subapical, pequeno. A estivação é valvar.

## Taxonomia e filogenia
Em alguns sistemas de classificação clássicos de base morfológica, como por exemplo no Sistema de Cronquist, o agrupamento taxonómico Caesalpinioideae era reconhecido ao nível taxonómico de família, então designada por Caesalpiniaceae. Contudo, o carácter pantropical do grupo e a grande variabilidade morfológica dos seus membros cedo levantaram a suspeita de parafilia.
Em consequência, pese embora o grupo apresente características diferenciadoras significativas, a posição taxonómica do grupo esteve sujeita a debate durante muitos anos. Ao longos desse período a opinião dominante variou entre considerar o agrupamento no nível taxonómico de família (Caesalpiniaceae), com divisão em várias subfamílias, ou considerar o grupo como uma subfamília de Fabaceae. Não obstante persistirem algumas dissensões, a maioria dos taxonomistas presentemente considera o grupo ao nível de subfamília, em conjunto com Mimosoideae e Faboideae, com integração em Fabaceae.
Também a circunscrição taxonómica do grupo esteve, e nalguns casos está, longe de ser consensual. Na realidade, vários estudos de filogenia molecular realizados após o ano 2000 demonstraram que o grupo, como era tradicionalmente circunscrito, era parafilético, pois as duas outras subfamílias de Fabaceae (Faboideae e Mimosoideae) estavam ambas anichadas no âmbito da subfamília Caesalpinioideae. Em consequência, as subfamílias de Fabaceae foram reorganizadas, com segregação e troca de vários géneros, para as fazer monofiléticas.
Em consequência dessa reorganização, a subfamília Caesalpinioideae passou a ser definida com base nos princípios da cladística como sendo: — «o clado coroa mais inclusivo que contém Arcoa gonavensis Urb. e Mimosa pudica L., mas exclui Bobgunnia fistuloides (Harms) J. H. Kirkbr. & Wiersema, Duparquetia orchidacea Baill. e Poeppigia procera C.Presl»
A posição sistemática do grupo com a presente circunscrição, determinada pelas técnicas da filogenia molecular, sugere a seguinte árvore evolucionária:
|  |  |         |  |  |  |  |  |  |  |  |  | Polygalaceae |  |  |  |  |  |  |  |  |  |                  |  |             |  |                  |  |  |  |  |  |
|  |  |         |  |  |  |  |  |  |  |  |  |              |  |  |  |  |  |  |  |  |  |                  |  |             |  |                  |  |  |  |  |  |
|  |  |         |  |  |  |  |  |  |  |  |  |              |  |  |  |  |  |  |  |  |  |                  |  |             |  |                  |  |  |  |  |  |
|  |  |         |  |  |  |  |  |  |  |  |  | Surianaceae  |  |  |  |  |  |  |  |  |  |                  |  |             |  |                  |  |  |  |  |  |
|  |  |         |  |  |  |  |  |  |  |  |  |              |  |  |  |  |  |  |  |  |  |                  |  |             |  |                  |  |  |  |  |  |
|  |  | Fabales |  |  |  |  |  |  |  |  |  |              |  |  |  |  |  |  |  |  |  |                  |  |             |  |                  |  |  |  |  |  |
|  |  |         |  |  |  |  |  |  |  |  |  |              |  |  |  |  |  |  |  |  |  |                  |  |             |  |                  |  |  |  |  |  |
|  |  |         |  |  |  |  |  |  |  |  |  | Quillajaceae |  |  |  |  |  |  |  |  |  |                  |  |             |  |                  |  |  |  |  |  |
|  |  |         |  |  |  |  |  |  |  |  |  |              |  |  |  |  |  |  |  |  |  |                  |  |             |  |                  |  |  |  |  |  |
|  |  |         |  |  |  |  |  |  |  |  |  |              |  |  |  |  |  |  |  |  |  |                  |  |             |  |                  |  |  |  |  |  |
|  |  |         |  |  |  |  |  |  |  |  |  |              |  |  |  |  |  |  |  |  |  |                  |  |             |  |                  |  |  |  |  |  |
|  |  |         |  |  |  |  |  |  |  |  |  |              |  |  |  |  |  |  |  |  |  | Cercidoideae     |  |             |  |                  |  |  |  |  |  |
|  |  |         |  |  |  |  |  |  |  |  |  |              |  |  |  |  |  |  |  |  |  |                  |  |             |  |                  |  |  |  |  |  |
|  |  |         |  |  |  |  |  |  |  |  |  |              |  |  |  |  |  |  |  |  |  |                  |  |             |  |                  |  |  |  |  |  |
|  |  |         |  |  |  |  |  |  |  |  |  |              |  |  |  |  |  |  |  |  |  |                  |  |             |  |                  |  |  |  |  |  |
|  |  |         |  |  |  |  |  |  |  |  |  |              |  |  |  |  |  |  |  |  |  | Detarioideae     |  |             |  |                  |  |  |  |  |  |
|  |  |         |  |  |  |  |  |  |  |  |  |              |  |  |  |  |  |  |  |  |  |                  |  |             |  |                  |  |  |  |  |  |
|  |  |         |  |  |  |  |  |  |  |  |  | Fabaceae     |  |  |  |  |  |  |  |  |  |                  |  |             |  |                  |  |  |  |  |  |
|  |  |         |  |  |  |  |  |  |  |  |  |              |  |  |  |  |  |  |  |  |  |                  |  |             |  |                  |  |  |  |  |  |
|  |  |         |  |  |  |  |  |  |  |  |  |              |  |  |  |  |  |  |  |  |  | Duparquetioideae |  |             |  |                  |  |  |  |  |  |
|  |  |         |  |  |  |  |  |  |  |  |  |              |  |  |  |  |  |  |  |  |  |                  |  |             |  |                  |  |  |  |  |  |
|  |  |         |  |  |  |  |  |  |  |  |  |              |  |  |  |  |  |  |  |  |  |                  |  |             |  |                  |  |  |  |  |  |
|  |  |         |  |  |  |  |  |  |  |  |  |              |  |  |  |  |  |  |  |  |  |                  |  |             |  |                  |  |  |  |  |  |
|  |  |         |  |  |  |  |  |  |  |  |  |              |  |  |  |  |  |  |  |  |  |                  |  | Dialioideae |  |                  |  |  |  |  |  |
|  |  |         |  |  |  |  |  |  |  |  |  |              |  |  |  |  |  |  |  |  |  |                  |  |             |  |                  |  |  |  |  |  |
|  |  |         |  |  |  |  |  |  |  |  |  |              |  |  |  |  |  |  |  |  |  |                  |  |             |  |                  |  |  |  |  |  |
|  |  |         |  |  |  |  |  |  |  |  |  |              |  |  |  |  |  |  |  |  |  |                  |  |             |  |                  |  |  |  |  |  |
|  |  |         |  |  |  |  |  |  |  |  |  |              |  |  |  |  |  |  |  |  |  |                  |  |             |  | Caesalpinioideae |  |  |  |  |  |
|  |  |         |  |  |  |  |  |  |  |  |  |              |  |  |  |  |  |  |  |  |  |                  |  |             |  |                  |  |  |  |  |  |
|  |  |         |  |  |  |  |  |  |  |  |  |              |  |  |  |  |  |  |  |  |  |                  |  |             |  |                  |  |  |  |  |  |
|  |  |         |  |  |  |  |  |  |  |  |  |              |  |  |  |  |  |  |  |  |  |                  |  |             |  |                  |  |  |  |  |  |
|  |  |         |  |  |  |  |  |  |  |  |  |              |  |  |  |  |  |  |  |  |  |                  |  |             |  | Faboideae        |  |  |  |  |  |
|  |  |         |  |  |  |  |  |  |  |  |  |              |  |  |  |  |  |  |  |  |  |                  |  |             |  |                  |  |  |  |  |  |

Na classificação tradicional das leguminosas, os géneros das Caesalpinioideae eram agrupados em quatro tribos: Caesalpinieae, Cassieae, Cercideae e Detarieae. A necessidade de garantir a monofilia do grupo levou a que a tribo Cercideae tenha estado incluída em algumas classificações na subfamília Papilionoideae. Actualmente, a segregação dessa tribo é consensual, em conjunto com Detarieae, sendo esse agrupamento considerado um grupo externo à subfamília Caesalpinioideae na sua presente circunscrição. Em consequência, o grupo Caesalpinioideae  passou a conter os seguintes subclados:
- Clado Caesalpinieae

- Clado Cassieae
  - Batesia Spruce
  - Cassia L.
  - Chamaecrista Moench
  - Melanoxylum Schott
  - Recordoxylon Ducke
  - Senna Mill.
  - Vouacapoua Aubl.
- Grupo A Dimorphandra
  - Burkea Benth.
  - Campsiandra Benth.
  - Dimorphandra Schott pro parte
  - Dinizia Ducke
  - Mora Benth.
  - Stachyothyrsus Harms
- Grupo B Dimorphandra
  - Dimorphandra Schott pro parte
  - Diptychandra Tul.
  - Erythrophleum Afzel. ex R.Br.
  - Moldenhawera Schrad.
  - Pachyelasma Harms
  - Sympetalandra Stapf
  - Clado Mimosoide
- Clado Peltophorum
  - Bussea Harms
  - Colvillea Bojer ex Hook.
  - Conzattia Rose
  - Delonix Raf.
  - Heteroflorum M. Sousa
  - Lemuropisum H.Perrier
  - Parkinsonia L.
  - Peltophorum (Vogel) Benth.
  - Schizolobium Vogel
- Clado Tachigali
  - Arapatiella Rizzini & A.Mattos
  - Jacqueshuberia Ducke
  - Sclerolobium Vogel
  - Tachigali Aubl.
- Clado Umtiza
  - Acrocarpus Wight & Arn.[19]
  - Arcoa Urb.
  - Ceratonia L.
  - Gleditsia L.
  - Gymnocladus Lam.
  - Tetrapterocarpon Humbert
  - Umtiza Sim
- Em incertae sedis
  - Pterogyne Tul.

A estrutura taxonómica atrás descrita atrás pode melhor ser representada pelo seguinte cladograma:
|  | Clado Caesalpinieae |
|  |                     |
|  | Clado Cassieae      |
|  |                     |
|  | Pterogyne           |
|  |                     |

|  | Dimorphandra - Grupo A                                                |
|  |                                                                       |
|  | \| \| Clado Tachigali \| \| \| \| \| \| Clado Peltophorum \| \| \| \| |
|  |                                                                       |
|  | Clado Tachigali                                                       |
|  |                                                                       |
|  | Clado Peltophorum                                                     |
|  |                                                                       |

|  | Clado Tachigali   |
|  |                   |
|  | Clado Peltophorum |
|  |                   |

|  | Dimorphandra - Grupo A                                                |
|  |                                                                       |
|  | \| \| Clado Tachigali \| \| \| \| \| \| Clado Peltophorum \| \| \| \| |
|  |                                                                       |
|  | Clado Tachigali                                                       |
|  |                                                                       |
|  | Clado Peltophorum                                                     |
|  |                                                                       |

|  | Clado Tachigali   |
|  |                   |
|  | Clado Peltophorum |
|  |                   |

|  | Clado Caesalpinieae |
|  |                     |
|  | Clado Cassieae      |
|  |                     |
|  | Pterogyne           |
|  |                     |

|  | Dimorphandra - Grupo A                                                |
|  |                                                                       |
|  | \| \| Clado Tachigali \| \| \| \| \| \| Clado Peltophorum \| \| \| \| |
|  |                                                                       |
|  | Clado Tachigali                                                       |
|  |                                                                       |
|  | Clado Peltophorum                                                     |
|  |                                                                       |

|  | Clado Tachigali   |
|  |                   |
|  | Clado Peltophorum |
|  |                   |

|  | Dimorphandra - Grupo A                                                |
|  |                                                                       |
|  | \| \| Clado Tachigali \| \| \| \| \| \| Clado Peltophorum \| \| \| \| |
|  |                                                                       |
|  | Clado Tachigali                                                       |
|  |                                                                       |
|  | Clado Peltophorum                                                     |
|  |                                                                       |

|  | Clado Tachigali   |
|  |                   |
|  | Clado Peltophorum |
|  |                   |

|  | Clado Caesalpinieae |
|  |                     |
|  | Clado Cassieae      |
|  |                     |
|  | Pterogyne           |
|  |                     |

|  | Dimorphandra - Grupo A                                                |
|  |                                                                       |
|  | \| \| Clado Tachigali \| \| \| \| \| \| Clado Peltophorum \| \| \| \| |
|  |                                                                       |
|  | Clado Tachigali                                                       |
|  |                                                                       |
|  | Clado Peltophorum                                                     |
|  |                                                                       |

|  | Clado Tachigali   |
|  |                   |
|  | Clado Peltophorum |
|  |                   |

|  | Dimorphandra - Grupo A                                                |
|  |                                                                       |
|  | \| \| Clado Tachigali \| \| \| \| \| \| Clado Peltophorum \| \| \| \| |
|  |                                                                       |
|  | Clado Tachigali                                                       |
|  |                                                                       |
|  | Clado Peltophorum                                                     |
|  |                                                                       |

|  | Clado Tachigali   |
|  |                   |
|  | Clado Peltophorum |
|  |                   |

|  | Clado Caesalpinieae |
|  |                     |
|  | Clado Cassieae      |
|  |                     |
|  | Pterogyne           |
|  |                     |

|  | Dimorphandra - Grupo A                                                |
|  |                                                                       |
|  | \| \| Clado Tachigali \| \| \| \| \| \| Clado Peltophorum \| \| \| \| |
|  |                                                                       |
|  | Clado Tachigali                                                       |
|  |                                                                       |
|  | Clado Peltophorum                                                     |
|  |                                                                       |

|  | Clado Tachigali   |
|  |                   |
|  | Clado Peltophorum |
|  |                   |

|  | Dimorphandra - Grupo A                                                |
|  |                                                                       |
|  | \| \| Clado Tachigali \| \| \| \| \| \| Clado Peltophorum \| \| \| \| |
|  |                                                                       |
|  | Clado Tachigali                                                       |
|  |                                                                       |
|  | Clado Peltophorum                                                     |
|  |                                                                       |

|  | Clado Tachigali   |
|  |                   |
|  | Clado Peltophorum |
|  |                   |

|  | Clado Caesalpinieae |
|  |                     |
|  | Clado Cassieae      |
|  |                     |
|  | Pterogyne           |
|  |                     |

|  | Dimorphandra - Grupo A                                                |
|  |                                                                       |
|  | \| \| Clado Tachigali \| \| \| \| \| \| Clado Peltophorum \| \| \| \| |
|  |                                                                       |
|  | Clado Tachigali                                                       |
|  |                                                                       |
|  | Clado Peltophorum                                                     |
|  |                                                                       |

|  | Clado Tachigali   |
|  |                   |
|  | Clado Peltophorum |
|  |                   |

|  | Dimorphandra - Grupo A                                                |
|  |                                                                       |
|  | \| \| Clado Tachigali \| \| \| \| \| \| Clado Peltophorum \| \| \| \| |
|  |                                                                       |
|  | Clado Tachigali                                                       |
|  |                                                                       |
|  | Clado Peltophorum                                                     |
|  |                                                                       |

|  | Clado Tachigali   |
|  |                   |
|  | Clado Peltophorum |
|  |                   |

|  | Clado Caesalpinieae |
|  |                     |
|  | Clado Cassieae      |
|  |                     |
|  | Pterogyne           |
|  |                     |

|  | Dimorphandra - Grupo A                                                |
|  |                                                                       |
|  | \| \| Clado Tachigali \| \| \| \| \| \| Clado Peltophorum \| \| \| \| |
|  |                                                                       |
|  | Clado Tachigali                                                       |
|  |                                                                       |
|  | Clado Peltophorum                                                     |
|  |                                                                       |

|  | Clado Tachigali   |
|  |                   |
|  | Clado Peltophorum |
|  |                   |

|  | Dimorphandra - Grupo A                                                |
|  |                                                                       |
|  | \| \| Clado Tachigali \| \| \| \| \| \| Clado Peltophorum \| \| \| \| |
|  |                                                                       |
|  | Clado Tachigali                                                       |
|  |                                                                       |
|  | Clado Peltophorum                                                     |
|  |                                                                       |

|  | Clado Tachigali   |
|  |                   |
|  | Clado Peltophorum |
|  |                   |

|  | Clado Caesalpinieae |
|  |                     |
|  | Clado Cassieae      |
|  |                     |
|  | Pterogyne           |
|  |                     |

|  | Dimorphandra - Grupo A                                                |
|  |                                                                       |
|  | \| \| Clado Tachigali \| \| \| \| \| \| Clado Peltophorum \| \| \| \| |
|  |                                                                       |
|  | Clado Tachigali                                                       |
|  |                                                                       |
|  | Clado Peltophorum                                                     |
|  |                                                                       |

|  | Clado Tachigali   |
|  |                   |
|  | Clado Peltophorum |
|  |                   |

|  | Dimorphandra - Grupo A                                                |
|  |                                                                       |
|  | \| \| Clado Tachigali \| \| \| \| \| \| Clado Peltophorum \| \| \| \| |
|  |                                                                       |
|  | Clado Tachigali                                                       |
|  |                                                                       |
|  | Clado Peltophorum                                                     |
|  |                                                                       |

|  | Clado Tachigali   |
|  |                   |
|  | Clado Peltophorum |
|  |                   |

|  | Clado Caesalpinieae |
|  |                     |
|  | Clado Cassieae      |
|  |                     |
|  | Pterogyne           |
|  |                     |

|  | Dimorphandra - Grupo A                                                |
|  |                                                                       |
|  | \| \| Clado Tachigali \| \| \| \| \| \| Clado Peltophorum \| \| \| \| |
|  |                                                                       |
|  | Clado Tachigali                                                       |
|  |                                                                       |
|  | Clado Peltophorum                                                     |
|  |                                                                       |

|  | Clado Tachigali   |
|  |                   |
|  | Clado Peltophorum |
|  |                   |

|  | Dimorphandra - Grupo A                                                |
|  |                                                                       |
|  | \| \| Clado Tachigali \| \| \| \| \| \| Clado Peltophorum \| \| \| \| |
|  |                                                                       |
|  | Clado Tachigali                                                       |
|  |                                                                       |
|  | Clado Peltophorum                                                     |
|  |                                                                       |

|  | Clado Tachigali   |
|  |                   |
|  | Clado Peltophorum |
|  |                   |

### Sistemática

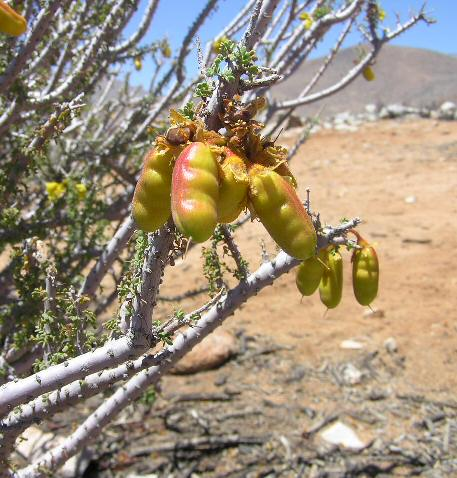
Tribo Caesalpinieae: hábito e vagens de Balsamocarpon brevifolium.

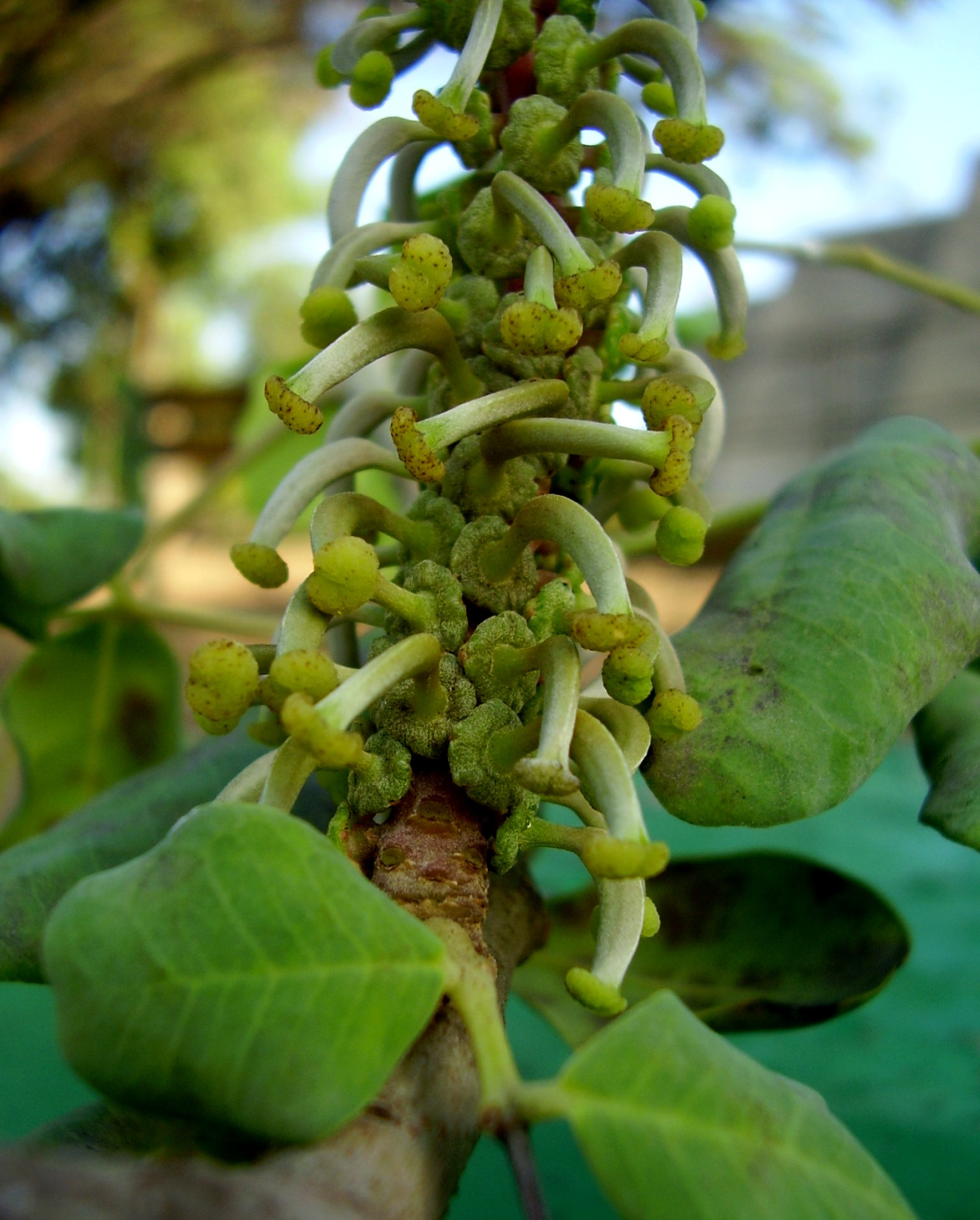
Tribo Caesalpinieae: alfarrobeira (Ceratonia siliqua), flores femininas.

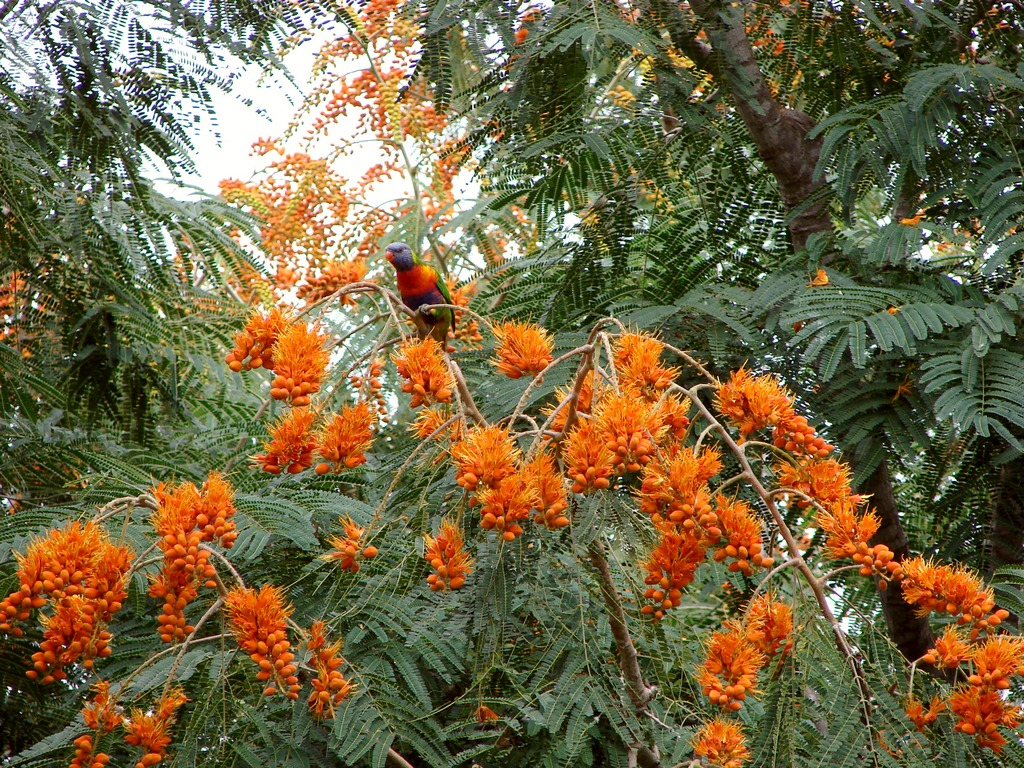
Tribo Caesalpinieae: folhagem pinada e inflorescência de Colvillea racemosa.

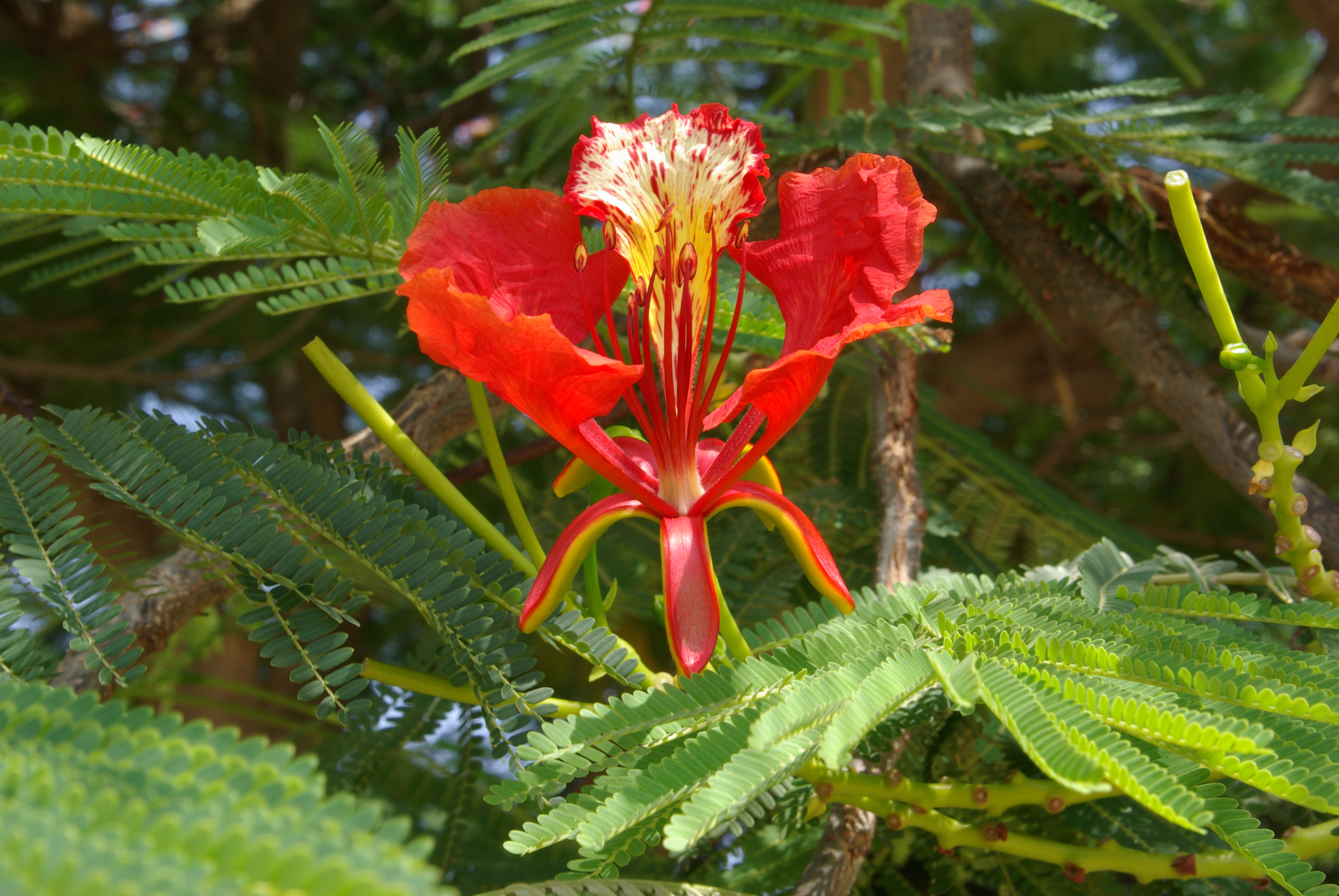
Tribo Caesalpinieae: árvore-do-fogo (Delonix regia.)

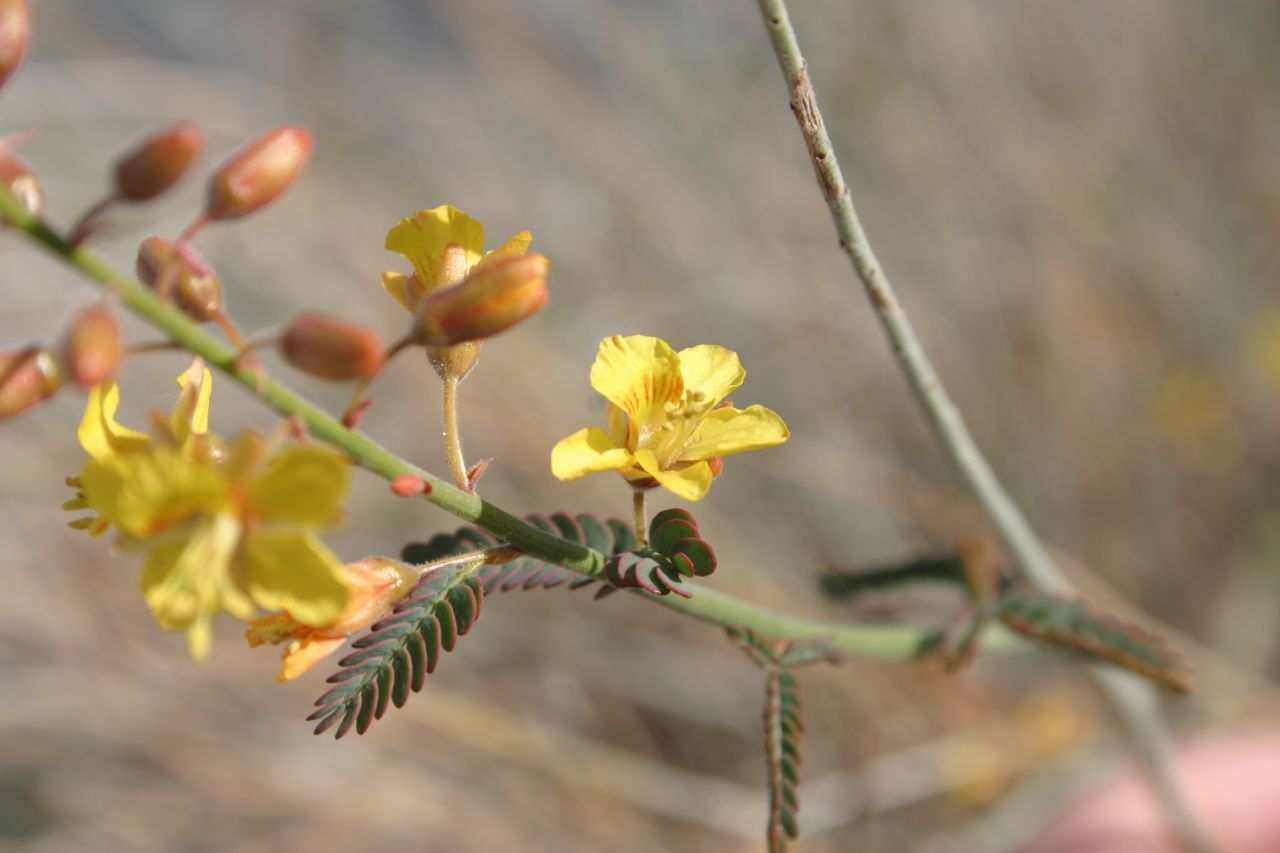
Tribo Caesalpinieae: flores de Hoffmannseggia microphylla.

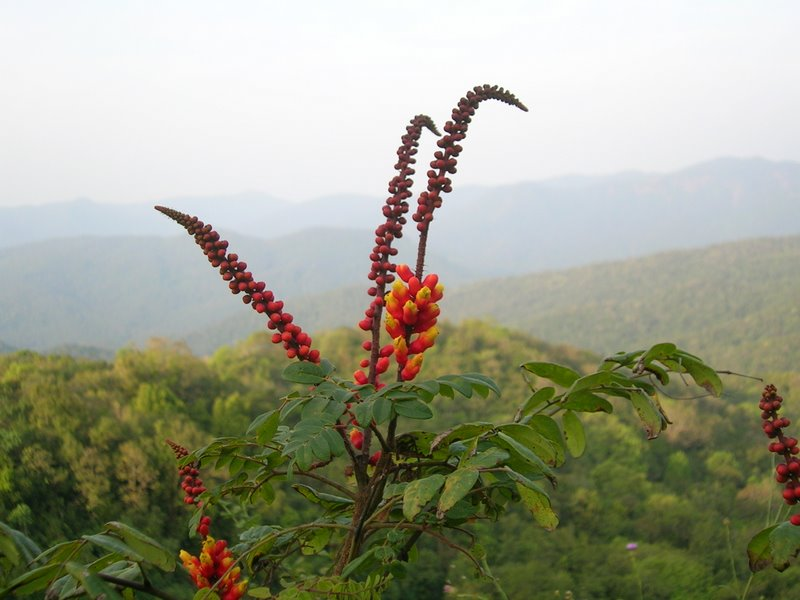
Tribo Caesalpinieae: ramagem com folhagem e inflorescências de Moullava spicata.

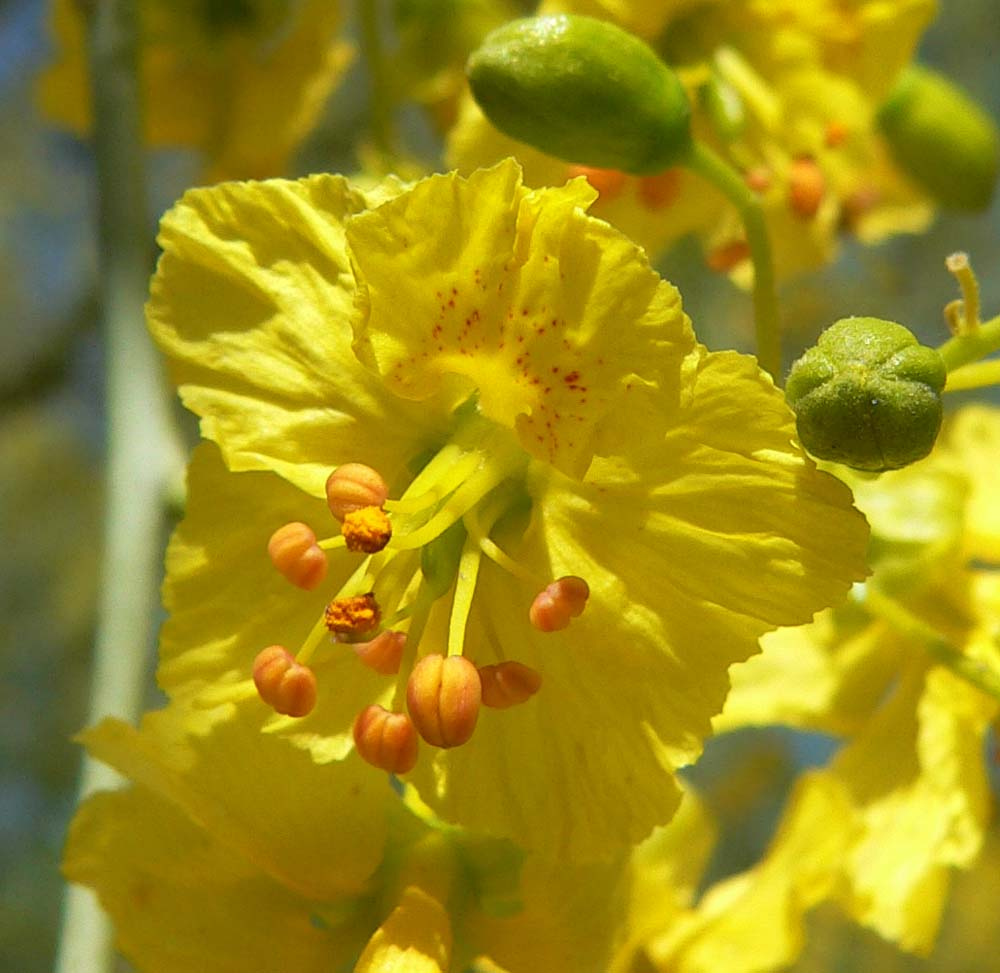
Tribo Caesalpinieae: flores de Parkinsonia florida.

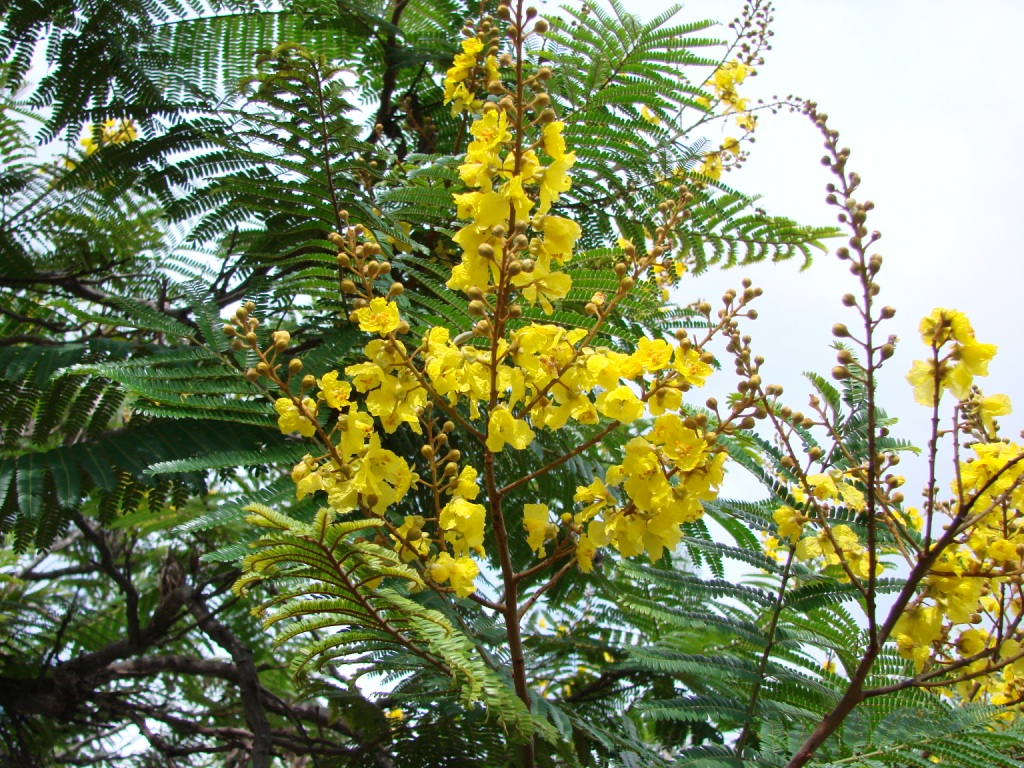
Tribo Caesalpinieae: folhagem e inflorescência de Peltophorum dubium.

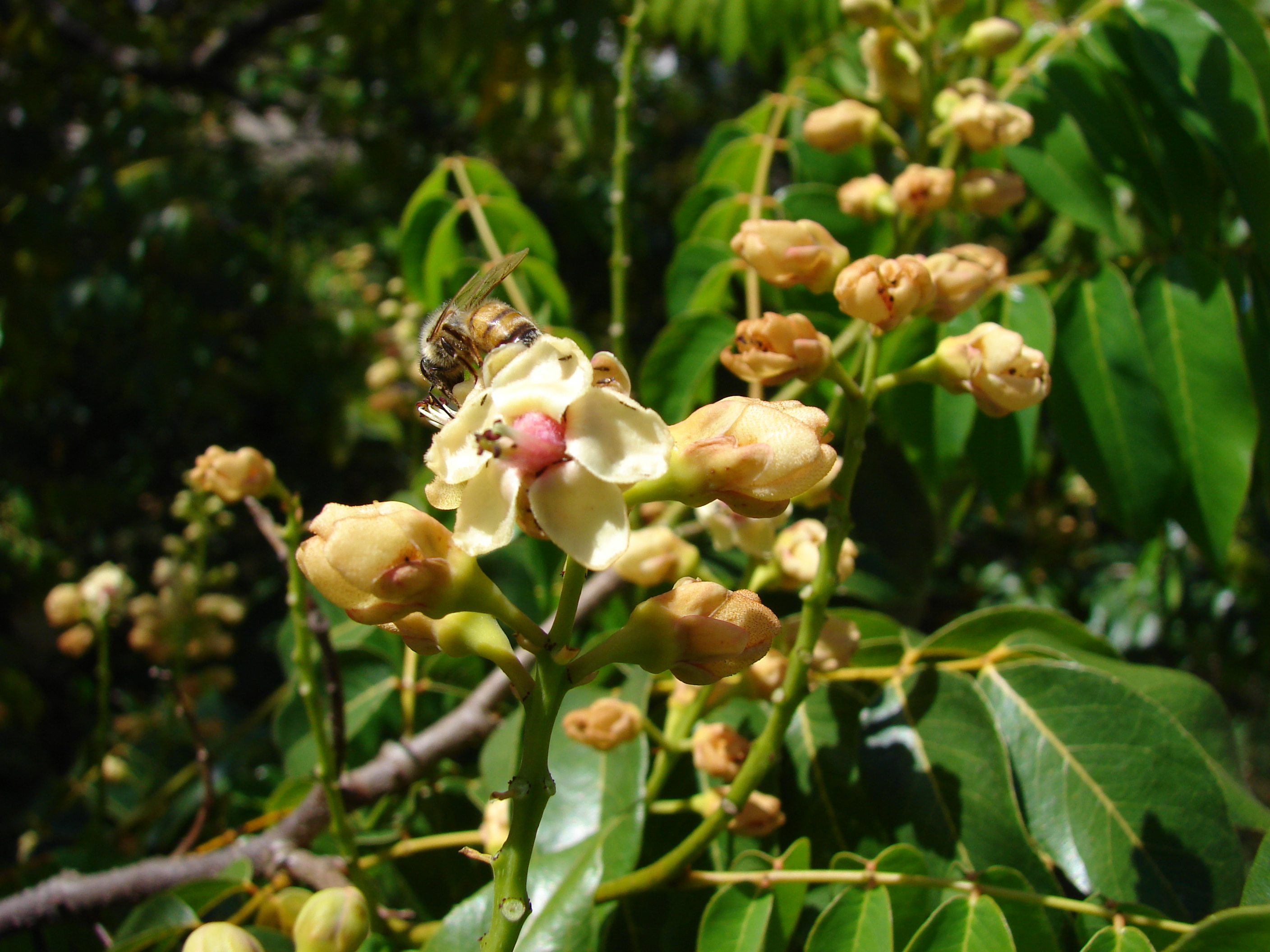
Tribo Caesalpinieae: inflorescência de Stahlia monosperma.

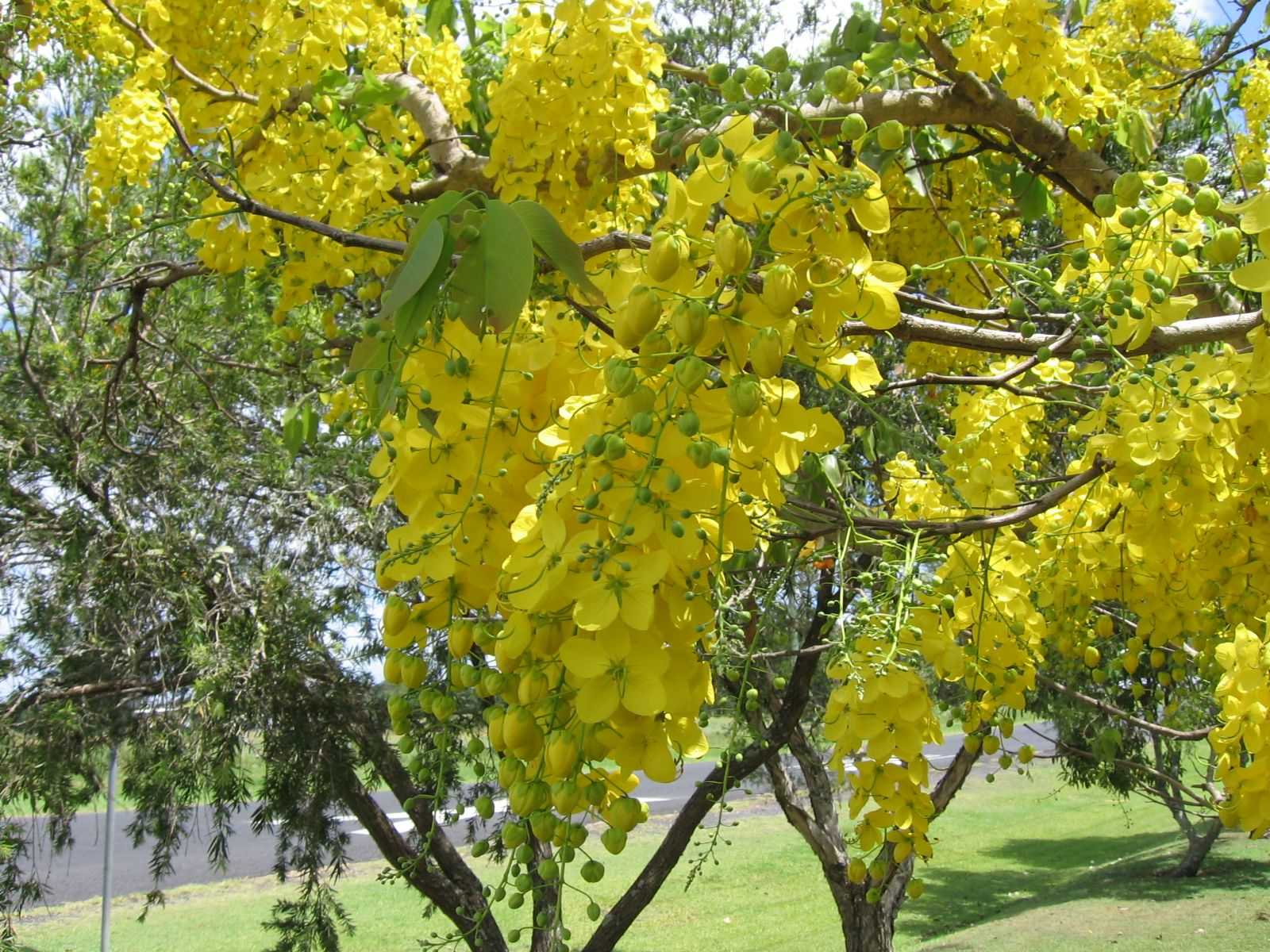
Tribo Cassieae, subtribo Cassiinae: hábito e inflorescências da cássia (Cassia fistula).

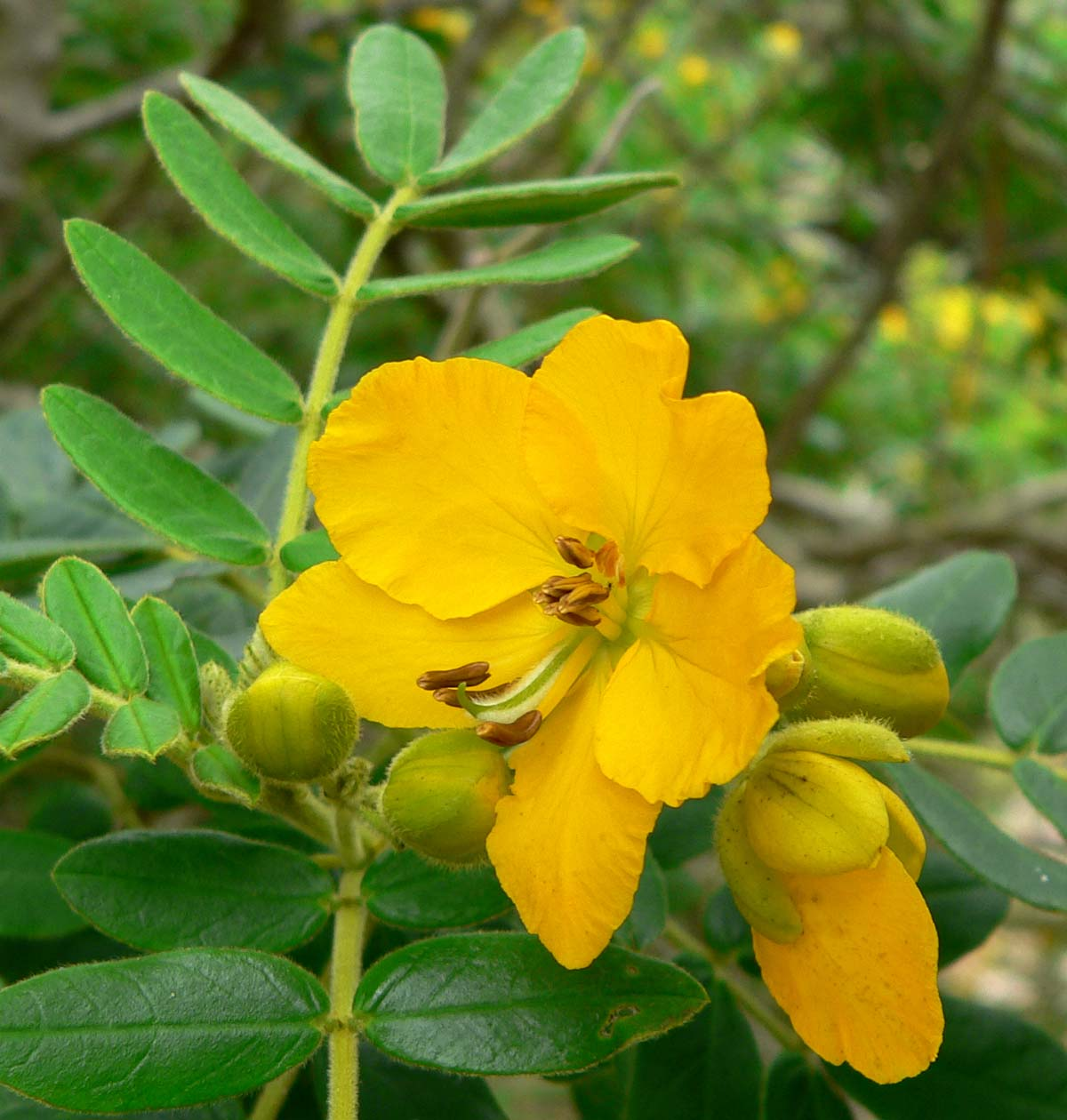
Tribo Cassieae, subtribo Cassiinae: folhas compostas simples e flores de Senna multiglandulosa.

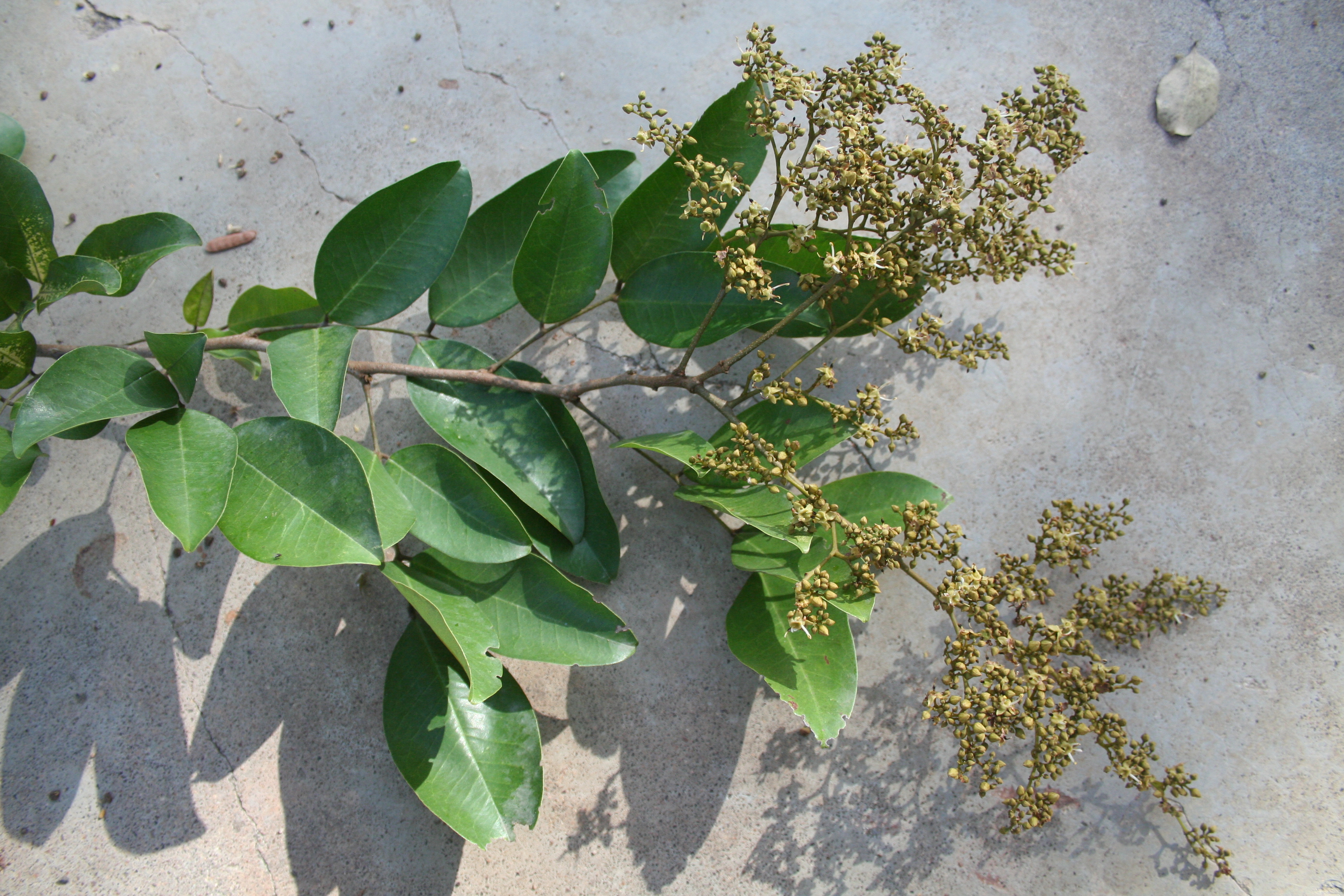
Tribo Cassieae, subtribo Dialiinae: ramagem com folhagem e inflorescências de Dialium guineense.

A primeira publicação do nome Caesalpinioideae deve-se a Augustin Pyramus de Candolle, na sua obra Prodromus systematis naturalis regni vegetabilis, 2, 1825, p. 473, na qual utiliza a forma «Caesalpineae» e propõe o agrupamento. O nome genérico do género tipo Caesalpinia é uma homenagem ao botânico italiano Andrea Cesalpino, cujo apelido toma por epónimo. São considerados sinónimos taxonómicos para Caesalpinioideae DC. os seguintes grupos: Caesalpiniaceae R.Br., Cassiaceae Vest, Ceratoniaceae Link e Detariaceae (DC.) Hess.
De acordo com os resultados obtidos com recurso à técnicas da biologia molecular, a subfamília Caesalpinioideae na sua definição tradicional é um táxon parafilético da família monofilética das Fabaceae (Leguminosas). No passado, a tribo Cercideae e o género Duparquetia também estavam incluídos no agrupamento, mas em novas classificações foram excluídos das duas tribos  remanescentes, sendo em vez disso reconhecidos como grupo basal da árvore filogenética da família Fabaceae (como as subfamílias Cercidoideae e Duparquetioideae).
Na sua presente circunscrição, a subfamília Caesalpinioideae, com base nos últimos dados filogenéticos conhecidos, foi subdividida em 3 tribos, contendo entre  120 a 170 géneros com de 2 000 a 3 000 espécies:
- Tribo Caesalpinieae: As flores variam de radialmente simétricas a zigomorfas. As sépalas são geralmente livres. As folhas são na maioria das espécies bipinadas. Contém até 51 géneros:
  - Acrocarpus Wight ex Arn.: Contém apenas uma espécie:
    - Acrocarpus fraxinifolius Wight ex Arn.: nativa da Ásia, cultivada em muitas regiões tropicais e subtropicais.

  - Arapatiella Rizzini & A.Mattos: com apenas 2 espécies, nativas do estado da Bahia.
  - Arcoa Urb.: Contém apenas uma espécie:
    - Arcoa gonavensis Urb.: endemismo de Hispaniola.

  - Balsamocarpon Clos: Contém apenas uma espécie:
    - Balsamocarpon brevifolium Clos: nativa de das regiões de Atacama e Coquimbo (Chile).

  - Batesia Spruce ex Benth. & Hook. f.: Contém apenas uma espécie:
    - Batesia floribunda Spruce ex Benth.: nativa do estado do Acre e do estado de Amazonas (Brasil), da Guiana Francesa, do sueste da Colômbia e da província peruana de Loreto.

  - Biancaea (Tod. 1860) E. Gagnon & G. P. Lewis, 2016.
  - Burkea Hook.: Contém apenas uma espécie:
    - Burkea africana Hook.: com ampla distribuição em África.

  - Bussea Harms: das cerca de 7 espécies, 5 ocorrem na África tropical e 2 em Madagáscar.
  - Caesalpinia (Caesalpinia L.): as cerca de 100 espécies têm ampla distribuição nas regiões tropicais e subtropicais, mas muitas delas foram transferidas para outros géneros em 2016[21].
  - Campsiandra Benth.: as cerca de 19 espécies são nativas das regiões tropicais da América do Sul, especialmente da bacia do Amazonas.
  - Cenostigma Tul.: as 14 espécies ocorrem no Brasil, América Central e nas Caraíbas.
  - Ceratonia L.: contém apenas duas espécies:
    - Ceratonia oreothauma Hillc. & al.: ocorre apenas na Península Arábica e na Somália.
    - Ceratonia siliqua L.: nativa da Europa, Ásia Menor, das ilhas Canárias e do Norte de África.

  - Chidlowia Hoyle: Contém apenas uma espécie:
    - Chidlowia sanguinea Hoyle: nativas das regiões tropicais da África Ocidental.

  - Colvillea Bojer ex Hook.: com apenas uma espécie:
    - Colvillea racemosa Bojer ex Hook.: nativa de Madagáscar.

  - Conzattia Rose: as 3 espécies ocorrem apenas no México.
  - Cordeauxia Hemsl. (por vezes considerada parte do género Stuhlmannia Taub.): Contém apenas uma espécie:
    - Cordeauxia edulis Hemsl.: nativa da Etiópia e do sul da Somália.

  - Coulteria Kunth, 1824.
  - Delonix Raf.: com cerca de 12 espécies, maioritariamente da África Oriental, entre as quais:
    - Delonix regia (Bojer ex Hook.) Raf.: um endemismo do norte e oeste de Madagáscar. Cultivada como planta ornamental nas regiões tropicais e subtropicais.

  - Denisophytum R.Vig., 1948.
  - Dimorphandra Schott: as cerca de 26 espécies são nativas da América do Sul.
  - Diptychandra Tul.: contém apenas 2 espécies:
    - Diptychandra aurantiaca Tul.: nativa de Brasil, Bolívia e Paraguai.

  - Erythrophleum Afzel. ex R.Br.: as cerca de 9 espécies são nativas do Paleotropis.
  - Erythrostemon Klotzsch, 1844.
  - Gelrebia E. Gagnon & G. P. Lewis, 2016.
  - Gleditsia L., sin.: Gleditschia Scop.: com uma área de distribuição natural disjunta, contém de 12 até 14 espécies.
  - Guilandina L., 1753.
  - Gymnocladus Lam.): com distribuição natural disjunta entre a América do Norte e a Ásia Oriental, agrupa 2-6 espécies.
  - Haematoxylum L.: das cerca de 5 espécies, 4 são nativas do Neotropis e uma da Namíbia, entre as quais:
    - Haematoxylum campechianum L.

  - Hererolandia E. Gagnon & G. P. Lewis, 2016
  - Heteroflorum M.Sousa (pertenceu até 2005 ao género Peltophorum (Vogel) Benth.): contém apenas uma espécie:[22]
    - Heteroflorum sclerocarpum M.Sousa: nativa de México.

  - Hoffmannseggia Cav.: as 24-28 espécies são nativas do Novo Mundo.
  - Hultholia E. Gagnon & G. P. Lewis, 2016
  - Jacqueshuberia Ducke: as cerca de 6 espécies são maioritariamente da bacia do Amazonas, com uma área de ocorrência que se estende até à Venezuela.
  - Lemuropisum H.Perrier: Contém apenas uma espécie: (sin. de Delonix Raf.)
    - Lemuropisum edule H.Perrier: nativa do sudoeste de Madagáscar.

  - Libidibia (DC.) Schltdl., 1830
  - Lophocarpinia Burkart: Contém apenas uma espécie:
    - Lophocarpinia aculeatifolia (Burkart) Burkart: nativa das províncias argentinas de Chaco, Formosa e Salta e do Paraguai.

  - Melanoxylum Schott: Contém apenas uma espécie:
    - Melanoxylum brauna Schott: nativa dos estados da Bahia, Minas Gerais e Rio de Janeiro.

  - Mezoneuron Desf., 1818
  - Moldenhawera Schrad.: as cerca de 10 espécies ocorrem no leste do Brasil, especialmente na Mata Atlântica, e principalmente no estado da Bahia.
  - Mora Benth.: as cerca de 7 espécies são nativas das florestas tropicais húmidas do Neotropis.
  - Moullava Adans.: contém 4 espécie, entre as quais:
    - Moullava spicata (Dalzell) Nicolson: nativa da Índia.

  - Orphanodendron Barneby & J.W.Grimes: contém apenas 2 espécies, entre as quais:
    - Orphanodendron bernalii Barneby & J.W.Grimes: nativa da Colômbia.

  - Pachyelasma Harms: Contém apenas uma espécie:
    - Pachyelasma tessmannii (Harms) Harms: nativa da África tropical.

  - Parkinsonia L.: as cerca de 10 espécies ocorrem principalmente no Novo Mundo.
  - Paubrasilia Gagnon, H.C.Lima & G.P.Lewis: Contém apenas uma espécie:
    - Paubrasilia echinata (Lam.) Gagnon, H.C.Lima & G.P.Lewis: ocorre apenas no Brasil.

  - Peltophorum (Vogel) Benth.: com cerca de 12 espécies, com distribuição ampla pelos trópicos e subtrópicos.
  - Pomaria Cav. (sin.: Cladotrichium Vogel, Melanosticta DC.; as espécies estavam anteriormente incluídas no género Hoffmannseggia Cav.: das cerca de 16 espécies 9 ocorrem apenas nas regiões áridas e montanhosas do sudoeste dos Estados Unidos e regiões próximas do México, 3 espécies ocorrem nas regiões temperadas do leste da América do Sul e 3 espécies no sul da África.[23]
  - Pterogyne Tul.: Contém apenas uma espécie:
    - Pterogyne nitens Tul.: com distribuição ampla no Brasil, no leste da Bolívia, no norte da Argentina e no Paraguai.

  - Pterolobium R.Br. ex Wight & Arn.: as cerca de 10 espécies com ampla distribuição, particularmente no continente asiático até à Indonésia e as Filipinas, mas também na África tropical e subtropical.
  - Recordoxylon Ducke: as 2-5 espécies são nativas do Neotropis.
  - Schizolobium Vogel: as cerca de 2 espécies são nativas do Neotropis.
  - Stachyothyrsus Harms: as cerca de 2 espécies são nativas da África tropical.
  - Stahlia Bello: Contém apenas uma espécie: (sin. de Libidibia (DC.) Schltdl.)
    - Stahlia monosperma (Tul.) Urb.: ocorre apenas na República Dominicana e no Puerto Rico.

  - Stenodrepanum Harms: Contém apenas uma espécie:
    - Stenodrepanum bergii Harms: nativa da Argentina.

  - Stuhlmannia Taub.: Contém apenas uma espécie:
    - Stuhlmannia moavi Taub.: ocorre nas florestas costeiras da Tanzânia.

  - Sympetalandra Stapf: as cerca de 5 espécies são nativas do Arquipélago Malaio: Bornéu, Malásia, as Filipinas e as Pequenas Ilhas de Sunda.
  - Tachigali Aubl.: as cerca de 70 espécies ocorrem nas planícies, principalmente do norte da América do Sul e e na Mata Atlântica do sueste do Brasil.
  - Tara (Molina 1789) E. Gagnon & G.P. Lewis, 2016.
  - Tetrapterocarpon Humbert: as 2 espécies são endemismos de Madagáscar.
  - Vouacapoua Aubl.: com apenas 3 espécies, nativo da Bacia do Amazonas (Brasil e Guianas).
  - Zuccagnia Cav.: Contém apenas uma espécie:
    - Zuccagnia punctata Cav.: nativa da Argentina e do norte do Chile.
- Tribo Cassieae: as flores são em geral acentuadamente zigomorfas (algumas pouco zigomorfas). As pétalas são no máximo soldadas na base. As folhas são simplesmente pinadas. Contém três subtribos com cerca de 21 géneros:
  - Subtribo Cassiinae: contém 3 géneros com cerca de 665 espécies:
    - Cassia L., sin.: Bactyrilobium Willd., Cathartocarpus Pers.): presentemente contém apenas as cerca de 30 espécies que não foram movidas para os géneros Senna e Chamaecrista (anteriormente eram mais de 70) espécies. Tem distribuição natural pantropical, com 4 espécies naturalizadas em múltiplas regiões.
    - Chamaecrista Moench (sin.: Grimaldia Schrank, Sooja Siebold, Cassia subgen. Lasiorhegma Vogel ex Benth., Cassia subgen. Absus (DC. ex Collad.) Symon): as cerca de 330 espécies herbáceas têm distribuição natural no Paleárctico.
    - Senna Mill. (sin.: Cassia subgen. Senna (Mill.) Benth., Chamaefistula (DC.) G.Don, Chamaesenna (DC.) Raf. ex Pittier, Desmodiocassia Britton & Rose, Earleocassia Britton, Echinocassia Britton & Rose, Gaumerocassia Britton, Herpetica (DC.) Raf., Leonocassia Britton, Palmerocassia Britton, Phragmocassia Britton & Rose, Pseudocassia Britton & Rose, Pterocassia Britton & Rose, Sciacassia Britton, Sericeocassia Britton, Tharpia Britton & Rose, Vogelocassia Britton, Xerocassia Britton & Rose): das cerca de 300 espécies, pelo menos 206 são nativas do Novo Mundo, pelo menos 20 são nativas de África, 33 espécies da Austrália, em Madagáscar ocorrem 9 espécies, um espécie é nativa da Ásia e outra da Malésia. De 3 a 5 espécies, cuja origem é pouco clara, são amplamente cultivadas.

  - Subtribo Dialiinae: inclui cerca de 17 géneros, com cerca de 74 espécies:
    - Androcalymma Dwyer: Contém apenas uma espécie:
      - Androcalymma glabrifolium Dwyer: nativa de Brasil.

    - Apuleia Mart.: as 2-3 espécies são nativas da América do Sul.
    - Baudouinia Baill.: as cerca de 6 espécies são endémicas de Madagáscar.
    - Dialium L.: as 35 até 41 espécies são nativas dos trópicos, com centro de diversidade na África tropical.
    - Dicorynia Benth.: as 2 espécies são nativas de América do Sul.
    - Distemonanthus Benth.: Contém apenas uma espécie:
      - Distemonanthus benthamianus Baill.: nativa da África tropical.

    - Eligmocarpus Capuron: Contém apenas uma espécie:
      - Eligmocarpus cynometroides Capuron: nativa de Madagáscar.

    - Kalappia Kosterm.: Contém apenas uma espécie:
      - Kalappia celebica Kosterm.: esta espécie ameaçada é um endemismo em Malili, em Sulawesi.

    - Koompassia Maingay ex Benth.: as 2-3 espécies são nativas do Sueste da Ásia.
    - Labichea Gaudich. ex DC.: as cerca de 14 espécies são endémicas da Austrália, especialmente de Western Australia, mas com algumas espécies em Queensland e Northern Territory.
    - Martiodendron Gleason: as cerca de 5 espécies são nativas da América do Sul, das quais 3 da bacia do Amazonas e uma da Caatinga, no noroeste do Brasil, com uma espécie descrita em 2002 da Mata Atlântica do sueste do Brasil.[24]
    - Mendoravia Capuron: Contém apenas uma espécie:
      - Mendoravia dumaziana Capuron: nativa de Madagáscar.

    - Petalostylis R.Br.: com duas espécies nativas de Austrália.
    - Poeppigia C.Presl: Contém apenas uma espécie:
      - Poeppigia procera C.Presl: ocorre desde o sul do México pela América Central, incluindo Cuba, até à Colômbia, Brasil, Bolívia e Peru.

    - Storckiella Seem.: com apenas dois géneros, um nativo da Austrália e o outro de Fiji.
    - Uittienia Steenis: Contém apenas uma espécie:
      - Uittienia modesta Steenis: nativa do Arquipélago Malaio.

    - Zenia Chun: Contém apenas uma espécie:
      - Zenia insignis Chun: nativa da China e Vietname.

### Géneros
Os géneros mais numerosos em termos de espécies são Senna (com pelo menos 350 espécies), Chamaechrista (265 espécies) e Caesalpinia (mais de 100 espécies).  A subfamília inclui diversos géneros com importância económica, entre os quais:
- Pau-brasil (Paubrasilia echinata)
- Sibipiruna (Cenostigma peltophoroides)

Lista completa dos géneros:
- Acrocarpus, Adenolobus, Afzelia, Amherstia, Androcalymma, Anthonotha, Apaloxylon, Aphanocalyx, Aprevalia, Apuleia, Arapatiella, Arcoa, Augouardia, Baikiaea, Barklya, Batesia, Bathiaea, Baudouinia, Bauhinia, Berlinia, Brachycylix, Brachystegia, Bracteolanthus, Brandzeia, Brenierea, Brodriguesia, Brownea, Browneopsis, Burkea, Bussea, Caesalpinia, Campsiandra, Candolleodendron, Cassia, Cenostigma, Ceratonia, Cercidium, Chidlowia, Colophospermum, Colvillea, Conzattia, Copaifera, Cordeauxia, Crudia, Cryptosepalum, Cynometra, Daniella, Dansera, Delonix, Dialium, Dicorynia, Dicymbe, Didelotia, Dimorphandra, Diptychandra, Distemonanthus, Duparquetia, Eligmocarpus, Elizabetha, Endertia, Englerodendron, Eperua, Erythrophleum, Eurypetalum, Gigasiphon, Gilbertiodendron, Gilletiodendron, Gleditsia, Goniorrhachis, Gossweilerodendron, Griffonia, Guibourtia, Gymnocladus, Haematoxylum, Hardwickia, Heterostemon, Hoffmannseggia, Holocalyx, Humboldtia, Hylodendron, Hymenaea, Hymenostegia, Intsia, Isoberlinia, Jacqueshuberia, Julbernardia, Kalappia, Kaoue, Kingiodendron, Koompassia, Labichea, Lasiobema, Lebruniodendron, Lemuropisum, Leonardoxa, Leucostegane, Librevillea, Loesenera, Lophocarpinia, Lysidice, Lysiphyllum, Macrolobium, Maniltoa, Martiodendron, Melanoxylon, Mendoravia, Mezoneuron, Michelsonia, Microberlinia, Moldenhauera, Monopetalanthus, Mora, Neochevalierodendron, Oddoniodendron, Orphanodendron, Oxystigma, Pachyelasma, Paloue, Paloveopsis, Paramacrolobium, Parkinsonia, Paubrasilia, Pellegriniodendron, Peltogyne, Peltophorum, Petalostylis, Phanera, Phyllocarpus, Piliostigma, Plagiosiphon, Poeppigia, Polystemonanthus, Prioria, Pseudomacrolobium, Pterogyne, Pterolobium, Recordoxylon, Saraca, Schizolobium, Schizoscyphus, Schotia, Sclerolobium, Scorodophloeus, Senna, Sindora, Sindoropsis, Stachyothyrsus, Stahlia, Stemonocoleus, Stenodrepanum, Storckiella, Stuhlmannia, Sympetalandra, Tachigalia, Talbotiella, Tamarindus, Tessmannia, Tetraberlinia, Tetrapterocarpon, Thylacanthus, Trachylobium, Uittienia, Umtiza, Vouacapoua, Wagatea, Zenia, Zenkerella, Zuccagnia.